# 威尼斯哥德式建築

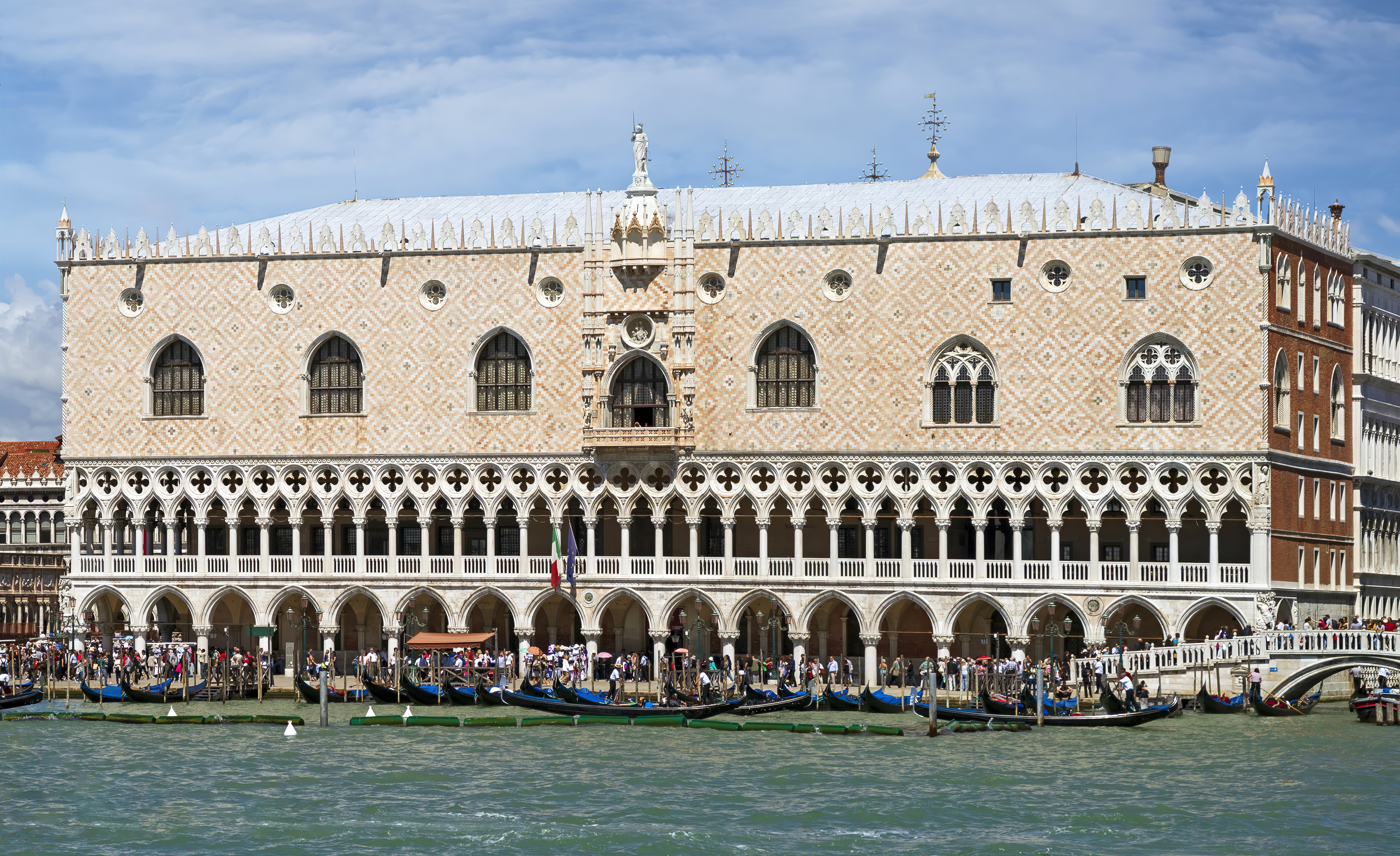
總督宮往昔為在8世紀至18世紀存在的威尼斯共和國最高行政機關與法院，亦是威尼斯總督的住處。

威尼斯哥特式建築是指義大利城市威尼斯獨特的一種哥特式建筑風格，該風格融合了拜占庭式建筑和伊斯蘭建築的元素，反映了威尼斯作為貿易中心的地位。這種風格在中世紀的世俗建築中特別突出，而且大多數倖存的建築也都是世俗建築。
總督宮和黄金宫被視為該風格最著名的例子。它們擁有密集排列的小柱子的涼廊，上方裝飾華麗的四葉形花形開口，屋簷線上的窗飾，以及一些彩色圖案的平整牆面。這些特徵與帶有浮雕裝飾的尖拱和繩索浮雕相結合，形成了這一風格最具標誌性的特徵。值得一提的是，威尼斯的哥特式教堂並沒有明顯的威尼斯特色，更接近意大利其他地區的建築風格。
這種風格的起源可能可以追溯到13世紀，儘管早期哥特式宮殿的年代難以確定，特別是其中的窗戶等細節。但在建築群的建造在14世紀達到巔峰，由於威尼斯城市的保守性，威尼斯的哥特式建築，尤其是較小的宮殿一直建造到15世紀後半，而威尼斯後續興建的文藝復興建築則保留了一些哥特式的元素。
到了19世紀，特別是受到约翰·拉斯金等人作品的啟發，哥特式建築出現了復興，成為維多利亞式建築中廣泛的哥特復興運動的一部分。即使在中世紀，威尼斯的宮殿也建在非常狹窄的場地上，它們是高大的長方形建築，裝飾主要集中在正面。因此這種風格在類似於19世紀末城市中心街道的建築環境得到了發展。

## 沿革

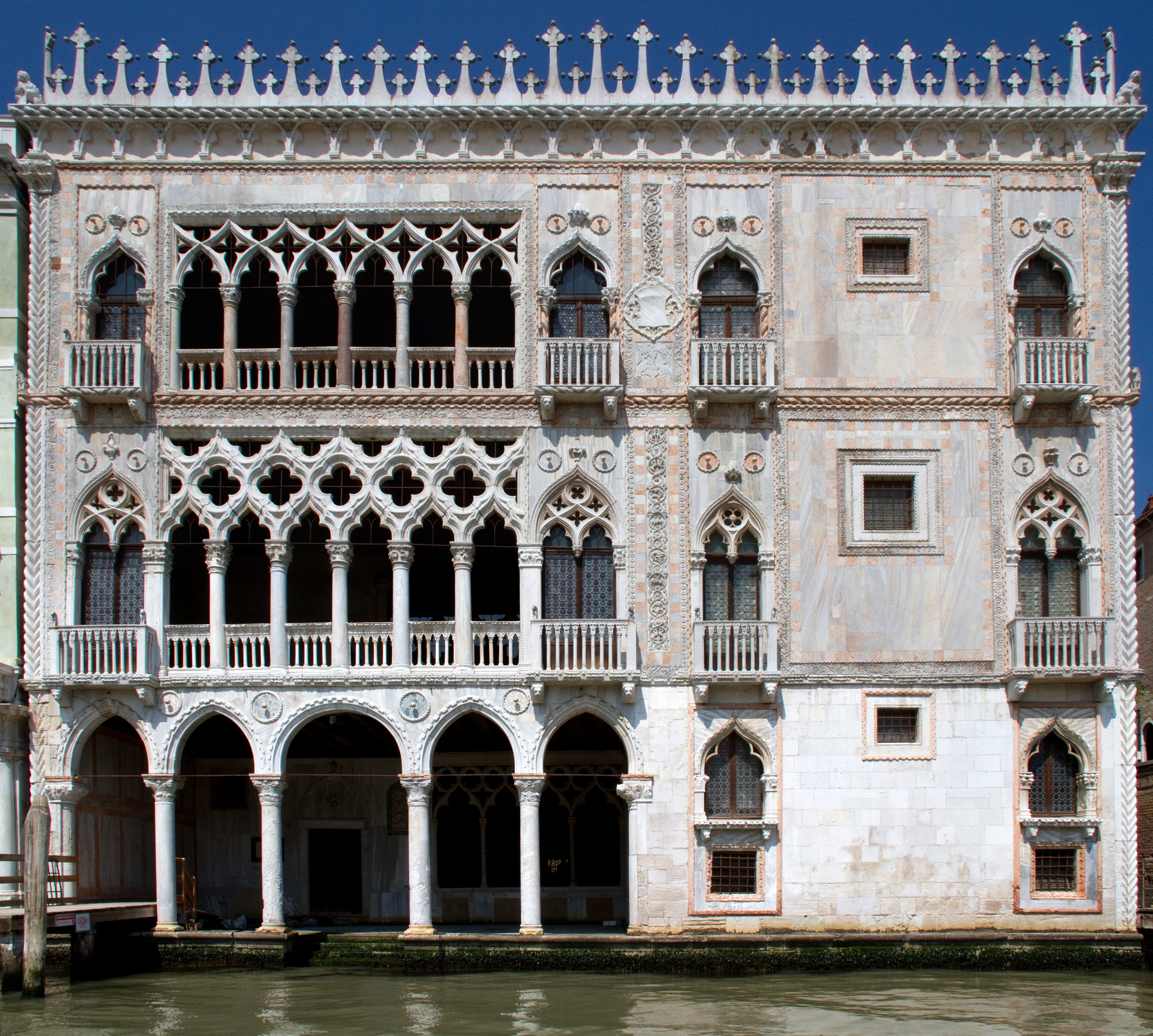
位於大運河的黄金宫，1428–30年。

威尼斯建立在沖積淤泥上，因此城市中的所有建築物都需要依靠大量的木樁支撐在泥土之上。通常情況下，建築材料經常使用磚塊，而宏偉的立面則採用伊斯特拉石。其中該石材是一種高品質的石灰石，儘管嚴格來说並非大理石，但該石材通常被在地居民稱為大理石。這種石材是從克羅地亞的伊斯特拉採石場，現屬特拉菲爾馬，通過海運运送到威尼斯。其他具有不同顏色的石材通常用於對比，特別是來自維羅納的紅色石材。在室內，通常使用馬爾莫里諾灰泥進行飾面，用於研磨石灰石、磚塊和陶瓷碎片，而木樑用於支撐平坦的天花板，而不是採用拱頂，因為建築物在定居時可能會因木樁基礎而開裂。
威尼斯主城建築緊密相連，尤其在中心區域，這在雅各布·德巴尔巴里的木刻版畫《威尼斯全景圖》中清晰可見。該作品以俯瞰城市的視角，展示了建築物之間的緊密排列。由於建築物的密集性，威尼斯比其他義大利城市中心更容易發生火災，因此需要興建更多的建築物來取代受損或被燒毀的建築物。
13至14世紀末期期間，威尼斯正處於巨大的富裕時期，上層階級資助修建新式教堂並建造奢華的住宅。與此同時，宗教團體野將哥特式風格引入威尼斯的教堂，這種風格源自意大利本土。聖若望及保祿大殿以及圣方济会荣耀圣母圣殿是此時期最引人注目的案例。這些教堂在設計上與義大利其他地方的教堂非常相似，主要區別在於建築材料。直到宮殿建築開始增加，威尼斯哥特式才成為一種獨特的風格。受到總督宮的影響，這種新風格的創作者結合了哥特式、拜占庭式和東方主題，形成了一種完全獨特的建築風格。

## 建築案例

### 元素

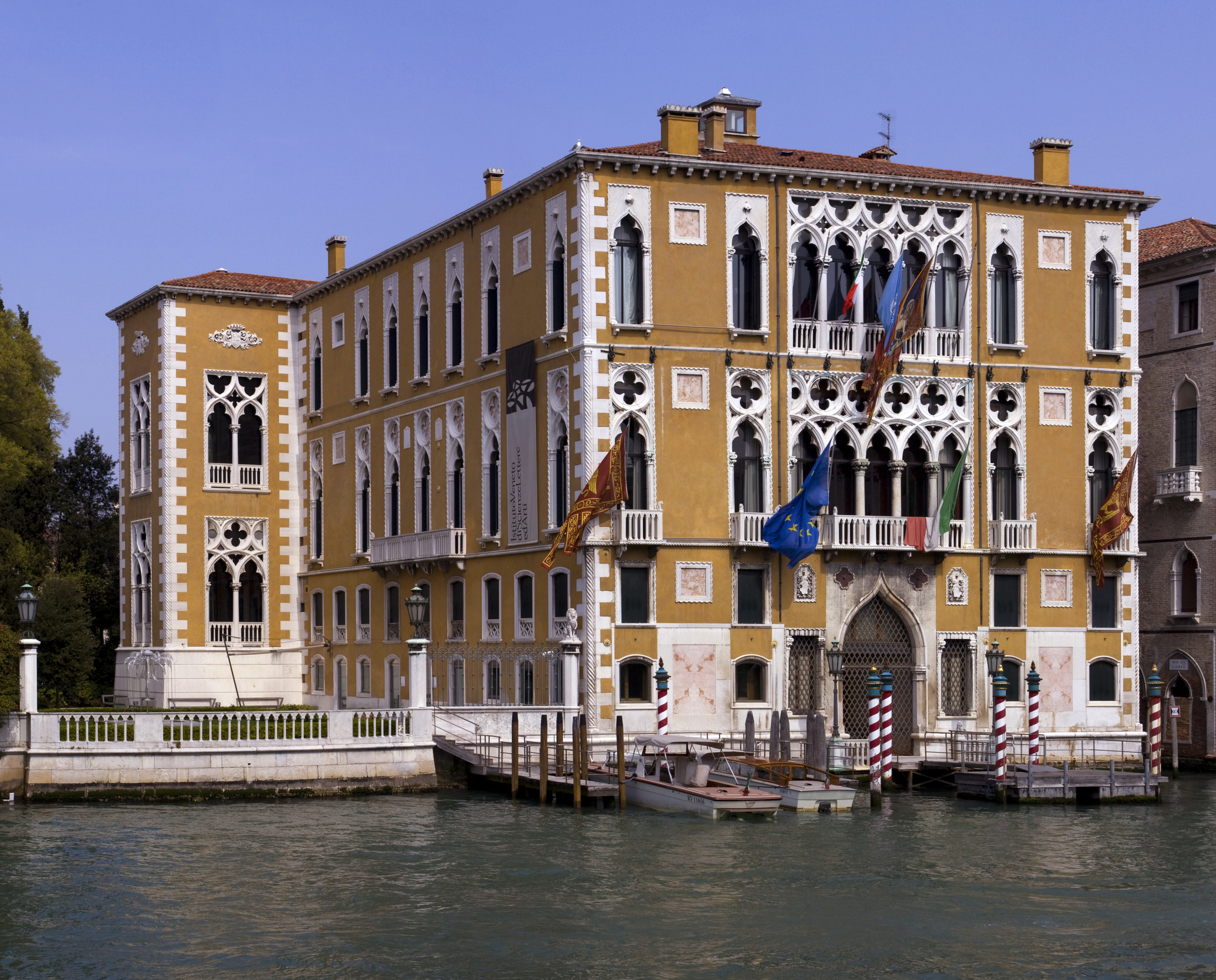
卡沃利-弗兰凯蒂宫， 立面的15世紀風格在19世紀延伸到側面。

根據約翰·拉斯金的描述，奧吉拱門是威尼斯哥德式建築風格發展的起點，與其他地方不同。該裝飾特徵是從圓拱開始在外圈上冒出尖角，同時在內部保持圓形。然而，風格的整齊進展並不總是反映在實際建築中，某一時期的建築物中有時可以看到多種風格。奧吉拱門在教堂建築中「相對不常見」，教堂則採用了更傳統的義大利哥德式風格相反，在宮殿中只有在最堅固的部分中才能見到傳統的哥德式拱門。由於不穩定的地基不利於建造拱頂，所以哥特式建築的結構性理由「允許建造越來越高的拱頂，並具有更靈活的平面設計」是無法在威尼斯成立的。
在北歐，窗飾只支撐著彩色玻璃。相反，威尼斯哥德式中的窗飾支撐著整個建築物的重量。因此窗飾所承受的相對重量，也暗示整個建築物的相對輕盈。威尼斯哥特式建築風格的獨特之處，則是對於建築結構的輕盈和優雅的渴望。當其他歐洲城市正在建造青睞厚重的建築時，威尼斯一直擔心每一寸土地的空間桂華，因此，威尼斯哥特式建築雖然在風格和設計上比威尼斯以前的建築類型複雜得多，但從不允許超過支撐建築物所需的重量或尺寸。
威尼斯哥特式風格在14世紀和15世紀期間的一個重大變化，是在世俗建築中的中央大廳的比例。這個大廳被稱為「波爾特戈」而隨著格局變化成一個長通道，通常帶有哥特式拱門的拱廊。建築師喜歡使用精緻的窗飾呈現於建築立面。其中最具代表性的案例總督宮則是一座豪華裝飾的建築，該建築物結合了哥特式、摩尔式建筑和文藝復興式的建築風格。在14世紀經歷了兩次火災破壞之後，宮殿後以哥德式重新建造。

### 宮殿及府邸

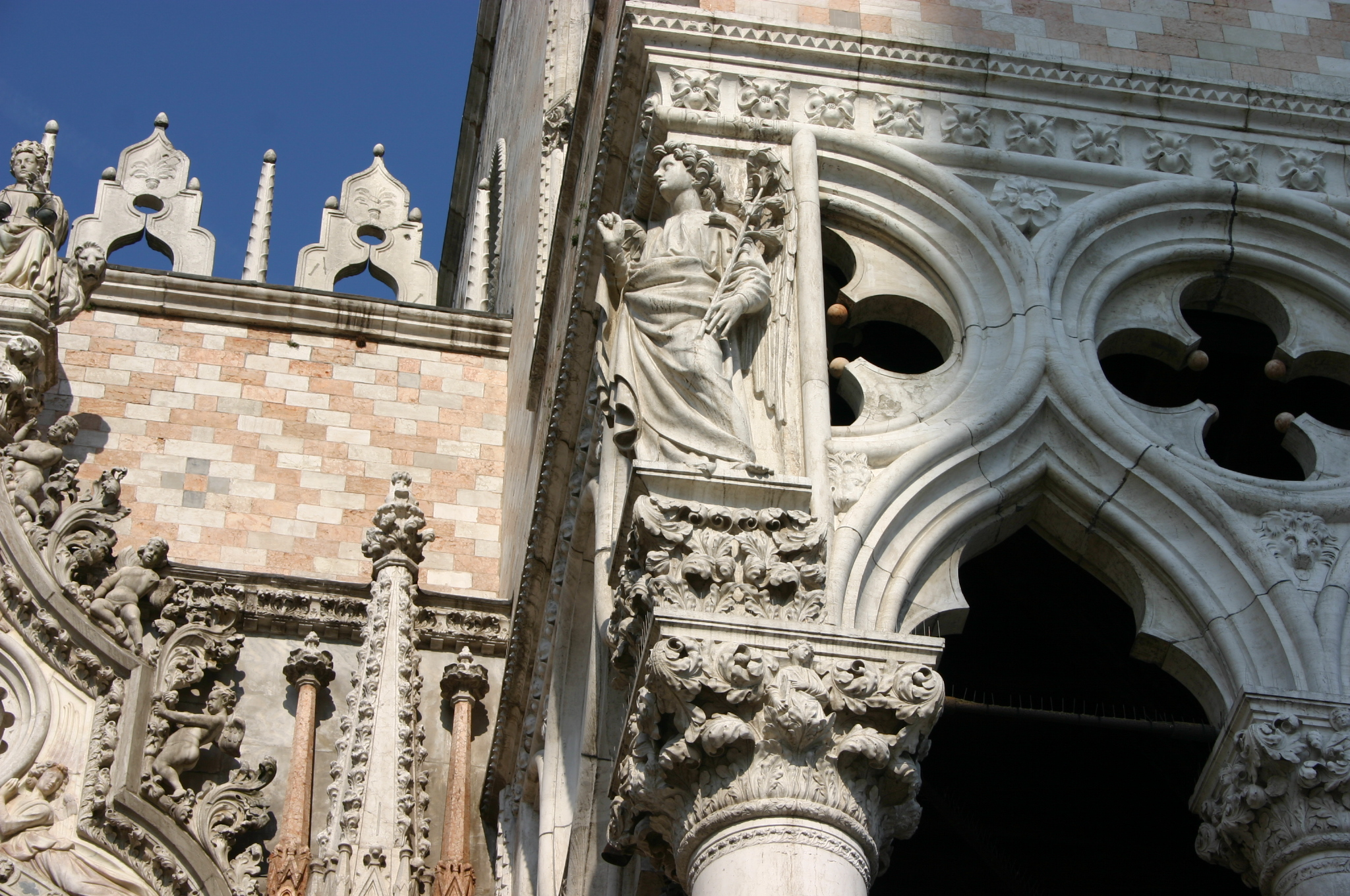
總督府外角，展示了構成晚期「威尼斯哥特式」的複雜元素裝飾。

與其他義大利城市的富裕家庭府邸不同，防禦並不是威尼斯宮殿及府邸的主要考慮因素，儘管在某些方面，宮殿通常會有類似於「護城河」的特徵。由於密集的市中心鼓勵建造高層建築，而主要的採光點通常是正立面，因此威尼斯宮殿通常擁有更多和更大的窗戶。
大多數宮殿同時作為商業場所使用，底層用作商業空間，而上層則用作居住空間。底層空間相對較低，儘管在建造時可能面臨定期洪水的影響。而通往居住上層的樓梯則採用高雅的設計，居住空間的天花板相對較低。運河邊的柱廊可用於貨物裝卸，並通向一個稱為安德龍（androne）的大空間，該空間經常用於儲存貨物和進行業務交易。該層樓上的波爾特哥（portego）或薩洛內（salone）是另一個位於位於建築中央位置的大型房間，其格局通常呈現「T」字形，可從窗戶獲得光線，作為住戶用餐和娛樂的主要場所使用。
建築後部通常設有開放式樓梯，通向一個帶有井底的小庭院，通常還有通向街道的後門。實際上威尼斯沒有真正的井，因此井底通向一個密封的集水池，該池可以通過屋頂和庭院的水槽收集雨水，並通過沙子過濾系統和集水区遠離含鹽的地下水。
到了13世紀，正面的柱廊被廢棄，取而代之的是一個或多個通向「安德龍」的大門。

### 教堂

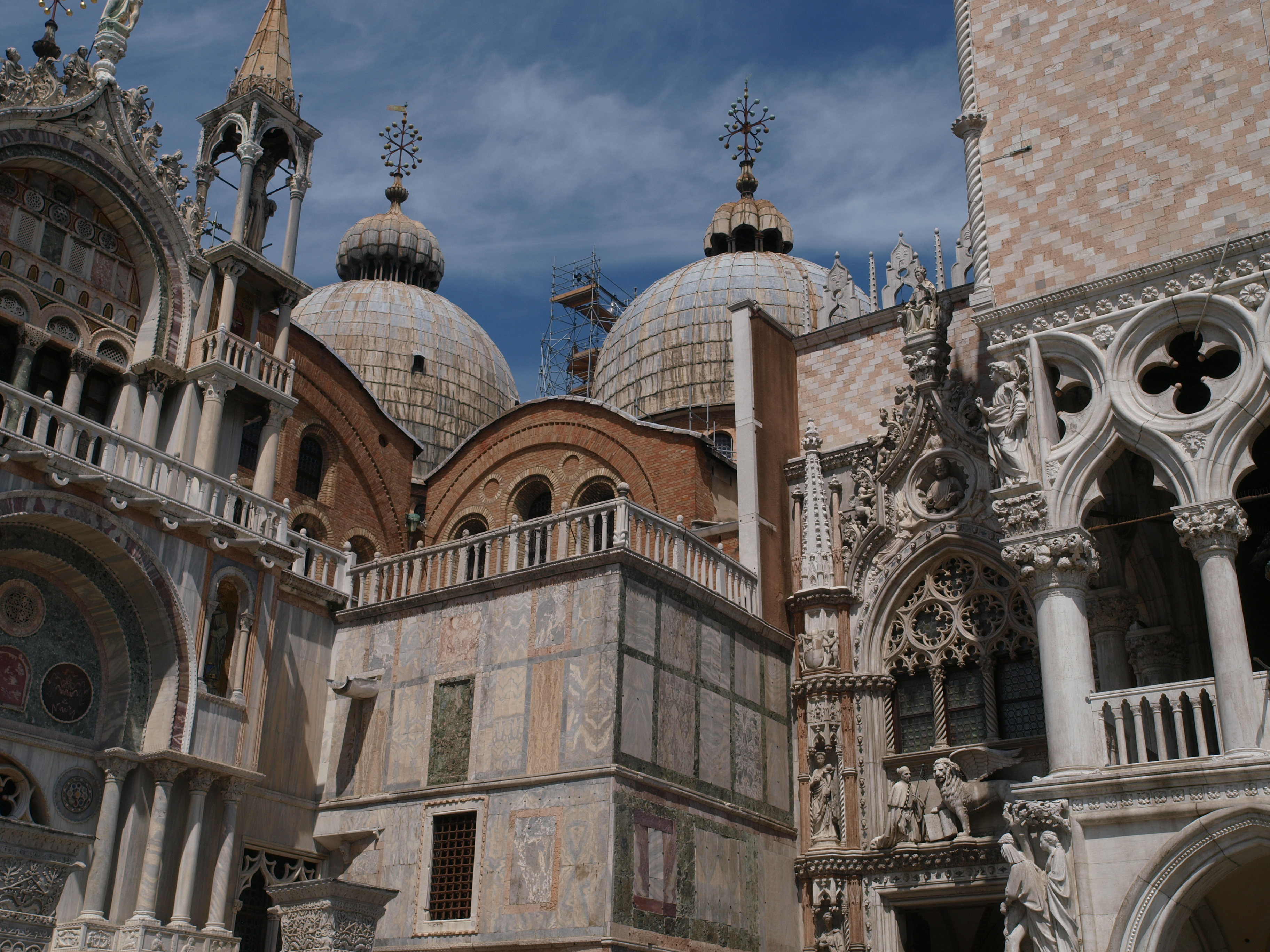
聖馬爾谷聖殿宗主教座堂的圓頂、精美的石材貼面以及左上角的兩個石製格柵。

威尼斯仍然保持原貌的兩座哥德式教堂，包括主要作為托钵修会使用的教堂被設計成提供大型開放，供著名傳教士向大型教眾傳教的空間。這些修會受到來自義大利大陸的控制，最初的建築主要反映了各修會在其他地方發展起來的更廣泛的意大利風格，因此在威尼斯則是一種獨特的設計。這兩座教堂內有許多重要的牆壁墓葬。
其中，聖方濟各會榮耀聖母聖殿是方济各会的教堂。像大多數中世紀的方濟各會教堂一樣，該教堂是一座大型樸素建築，可容納大量人群聽取講道。教堂最初建於13世紀，經歷了14世紀和15世紀的長時間進行哥德式風格的重建。
道明會的聖若望和保祿大殿是該市另一座保留其原始特色的哥德式教堂。教堂始於1240年代，並在1333年重建為現有的結構，直到1430年才祝聖。許多其他教堂仍保留重要的哥德式作品，尤其是圣斯德望堂，一座擁有類似「船體龍骨」木質屋頂的大型堂區教堂。果园圣母堂則是由謙卑者派建造，主要建於14世紀，立面仍採用哥德式風格，可以追溯到1460年代。
其他哥德式教堂則都經歷了文藝復興或巴洛克风格的改造。在共和國的主要教堂聖馬爾谷聖殿宗主教座堂上，立面和其他細節上有許多哥德式雕塑，但結構的主要元素仍然是意大利拜占庭羅馬式風格。

## 影響
威尼斯的建築風格實質也反映伊斯蘭建築對於當地的影響，特別是在外牆上使用的色彩和圖案，有時還會有石窗格和裝飾性的垛口。在那個時期，威尼斯的經濟與伊斯兰世界和拜占庭帝國的貿易緊密相關，因而使兩種建築風格有一些交織，特別是在早期的伊斯蘭時期。
例如，在拜占庭和伊斯蘭建築中也發現了用彩色大理石或其他石頭的大飾面裝飾牆壁，這顯然是威尼斯人喜愛的風格，但前兩者都源於古羅馬建築的根基演變而來。在拉文納（由威尼斯共和國統治的時間從1440年至1509年）、米蘭和羅馬部分中世紀時期興建的建築仍然可以找到這方面的例子。
威尼斯人也可能認為拜占庭和伊斯蘭建築的某些層面反映了早期基督教的世界。在整個義大利，「東方」服飾通常用於描繪聖經中的人物，例如真蒂莱·贝利尼的作品《聖馬可在亞歷山大傳教》（約1505年），其中在場景的描繪明顯使用了伊斯蘭建築元素（包括石窗格），同時還反映了君士坦丁堡的拜占庭風格。
威尼斯還通過西西里、南意大利的聯繫而受到當地伊斯蘭風格，可能也受到安达卢斯（伊斯蘭西班牙）的影響。威尼斯人可能以複雜的方式看待他們建築中的東方元素，既反映他們的歷史，頌揚共和國通過貿易獲得財富的來源。
大約從1240年到1360年間，在蒙古人征服之後，威尼斯商人和敵對城市的商人在蒙古治世下進入波斯和中亞發展，因此使亞歷山大港和君士坦丁堡等城市都有形似小型威尼斯的商人殖民地。而威尼斯與拜占庭帝國在此後的關係更加密切和複雜，涉及許多戰爭、條約和屠殺。

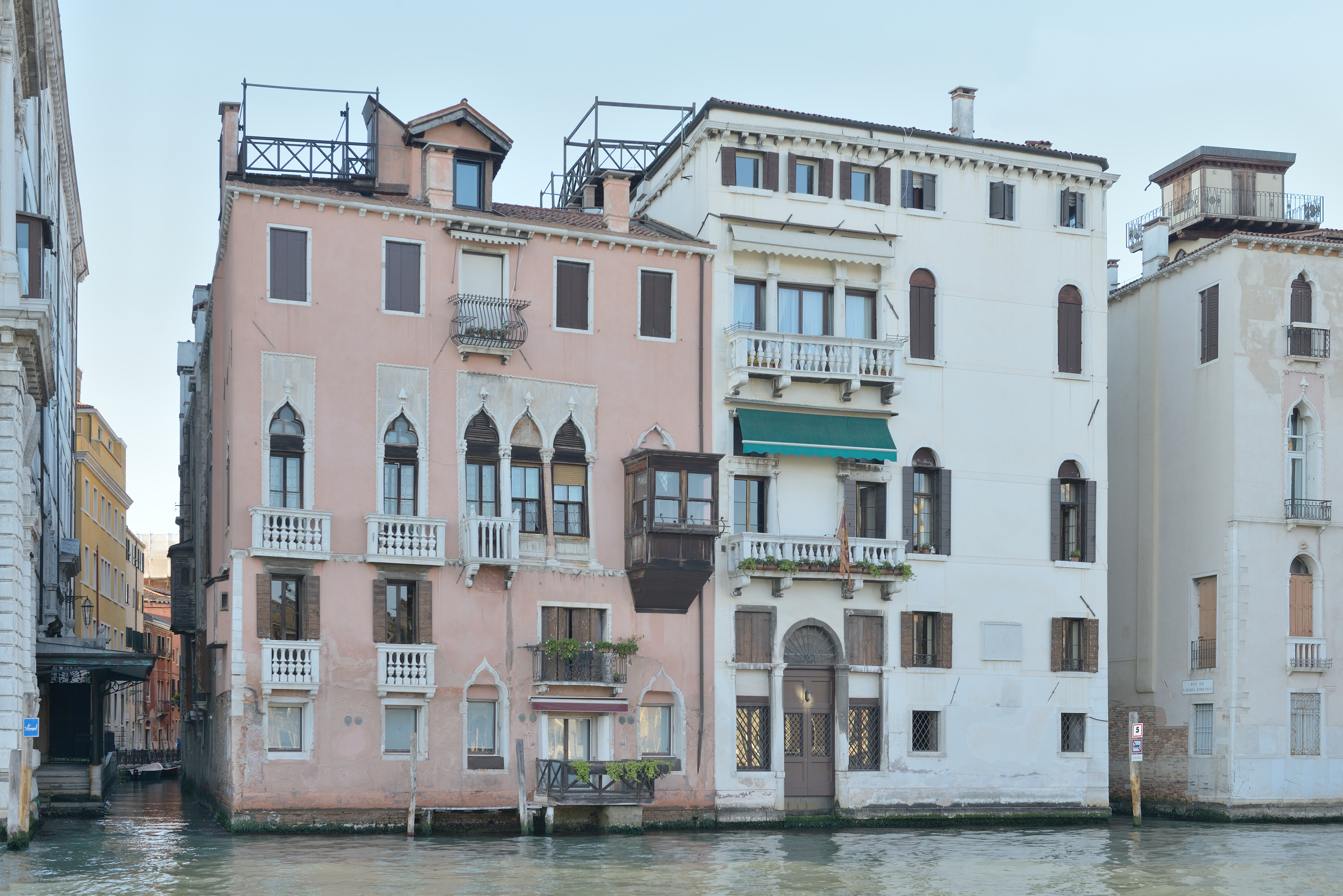
巴尔巴里戈-米诺托宫
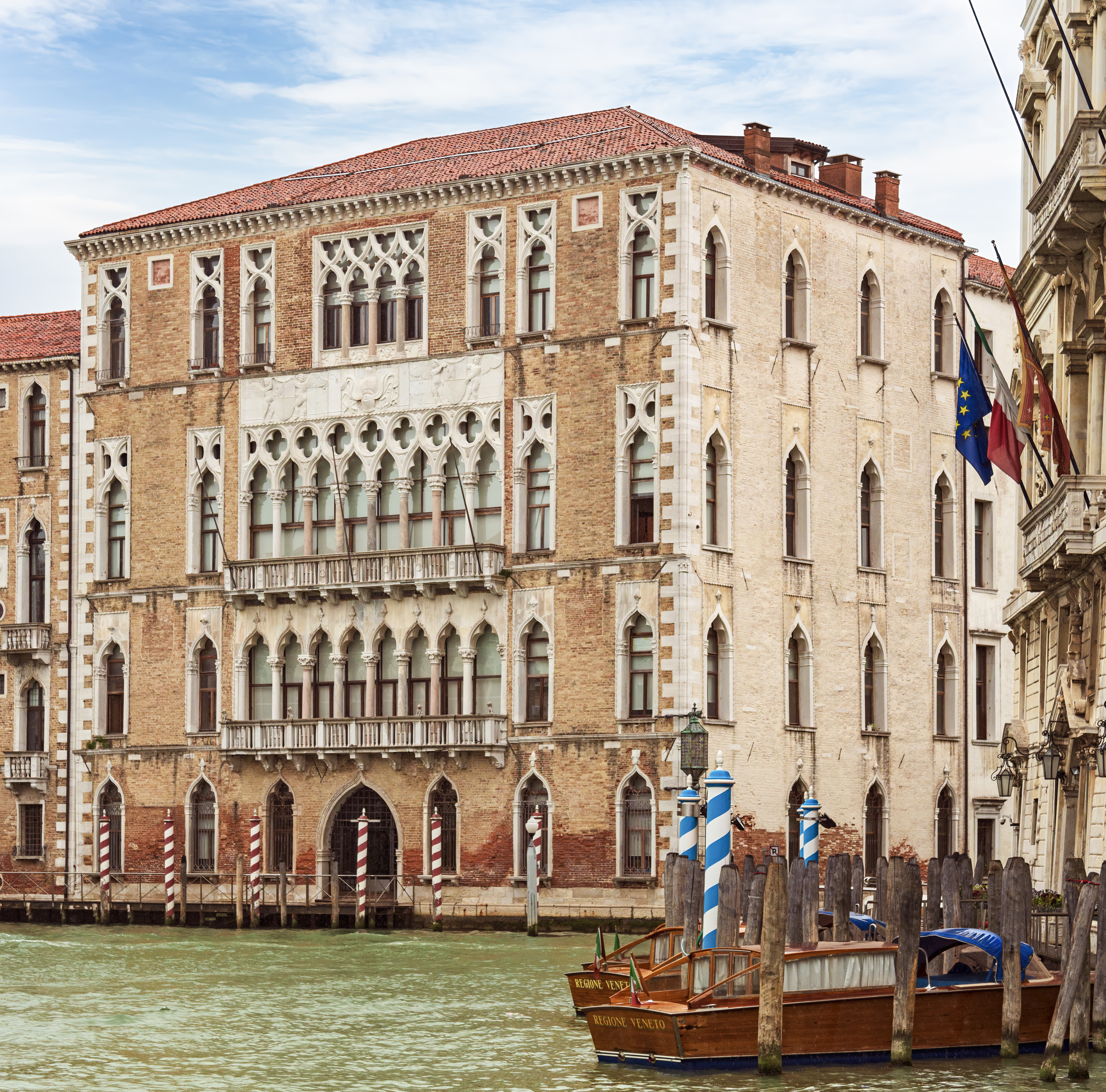
威尼斯福斯卡里宫大学
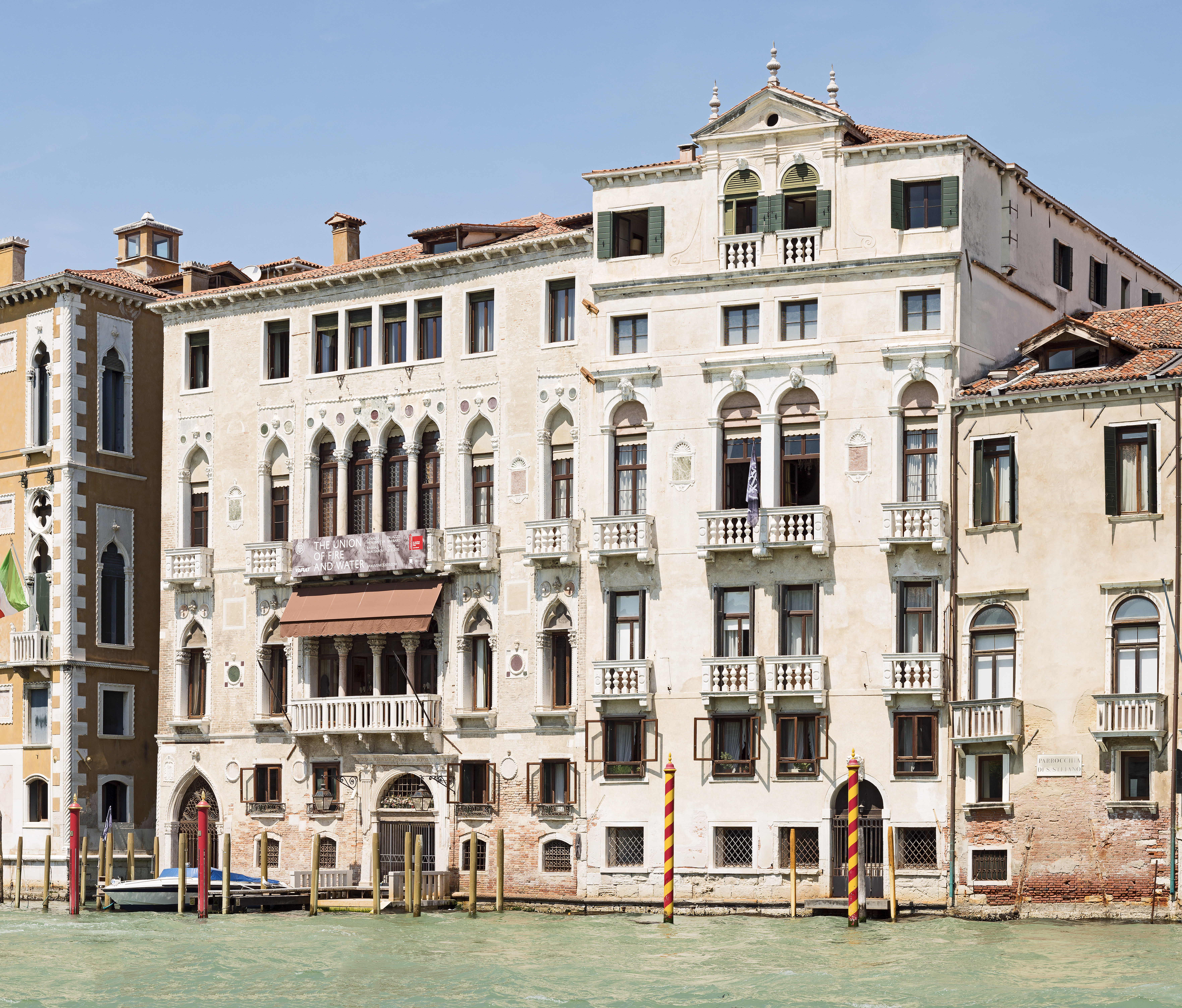
巴巴羅宮
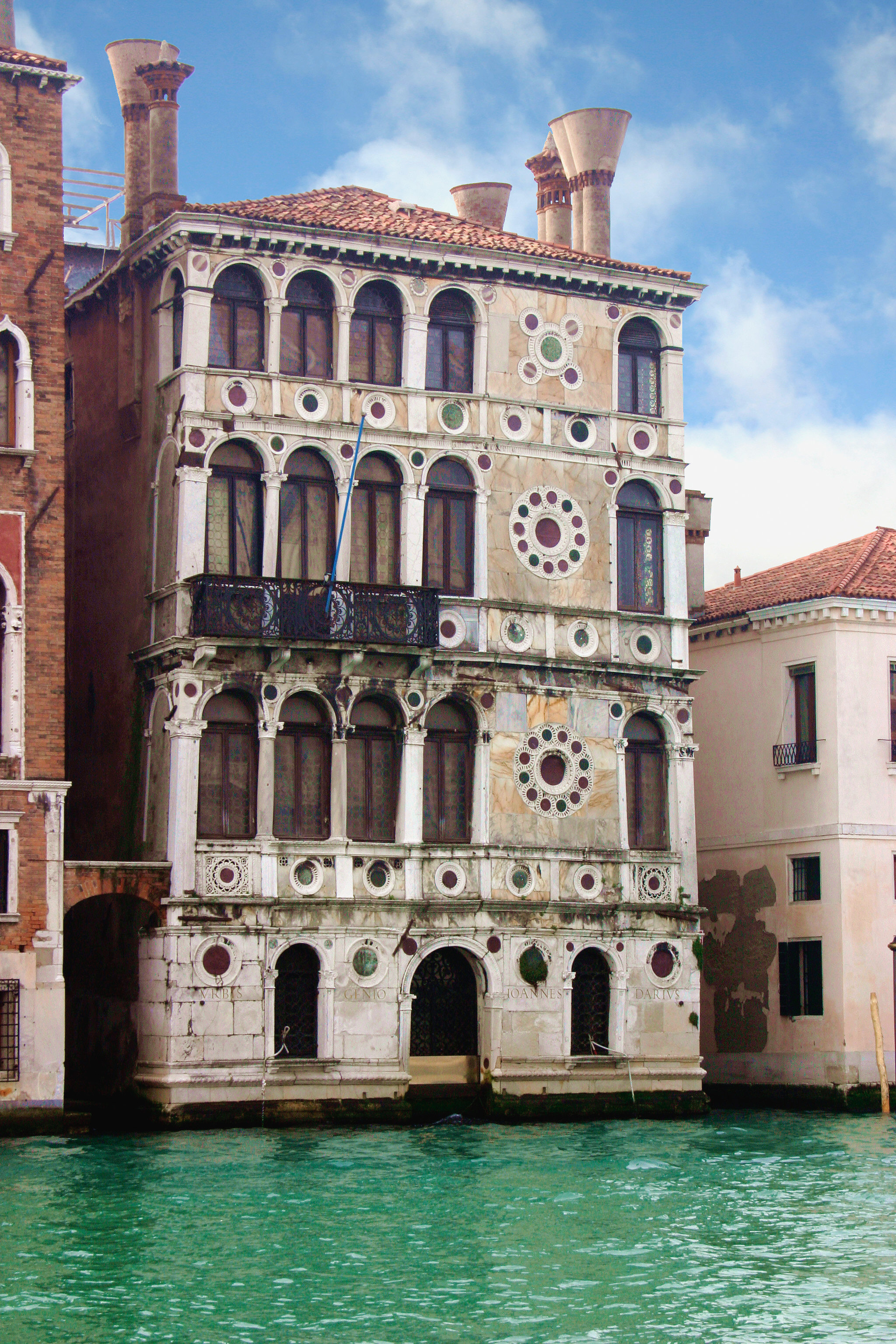
達里奧宮
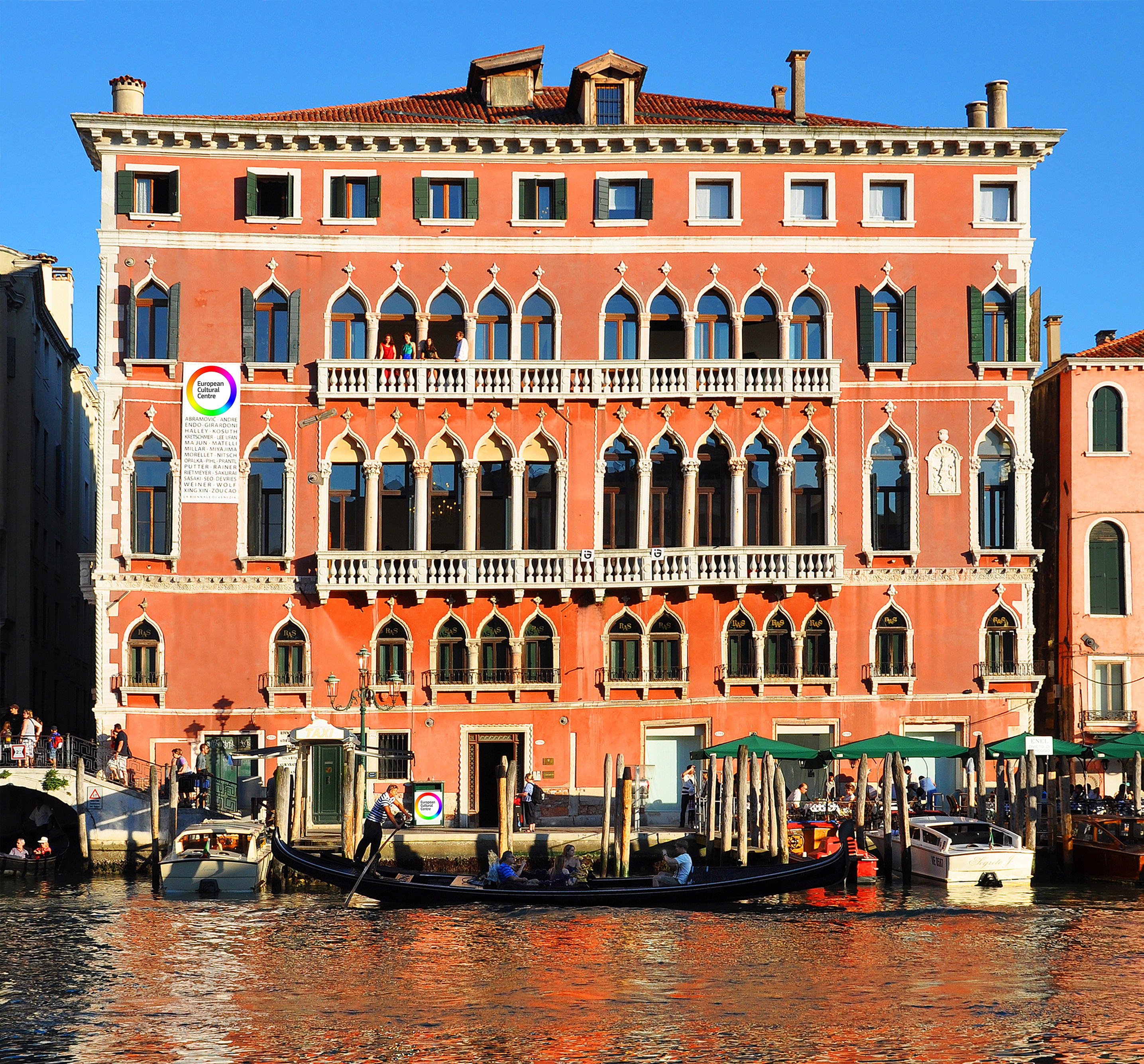
本博宫
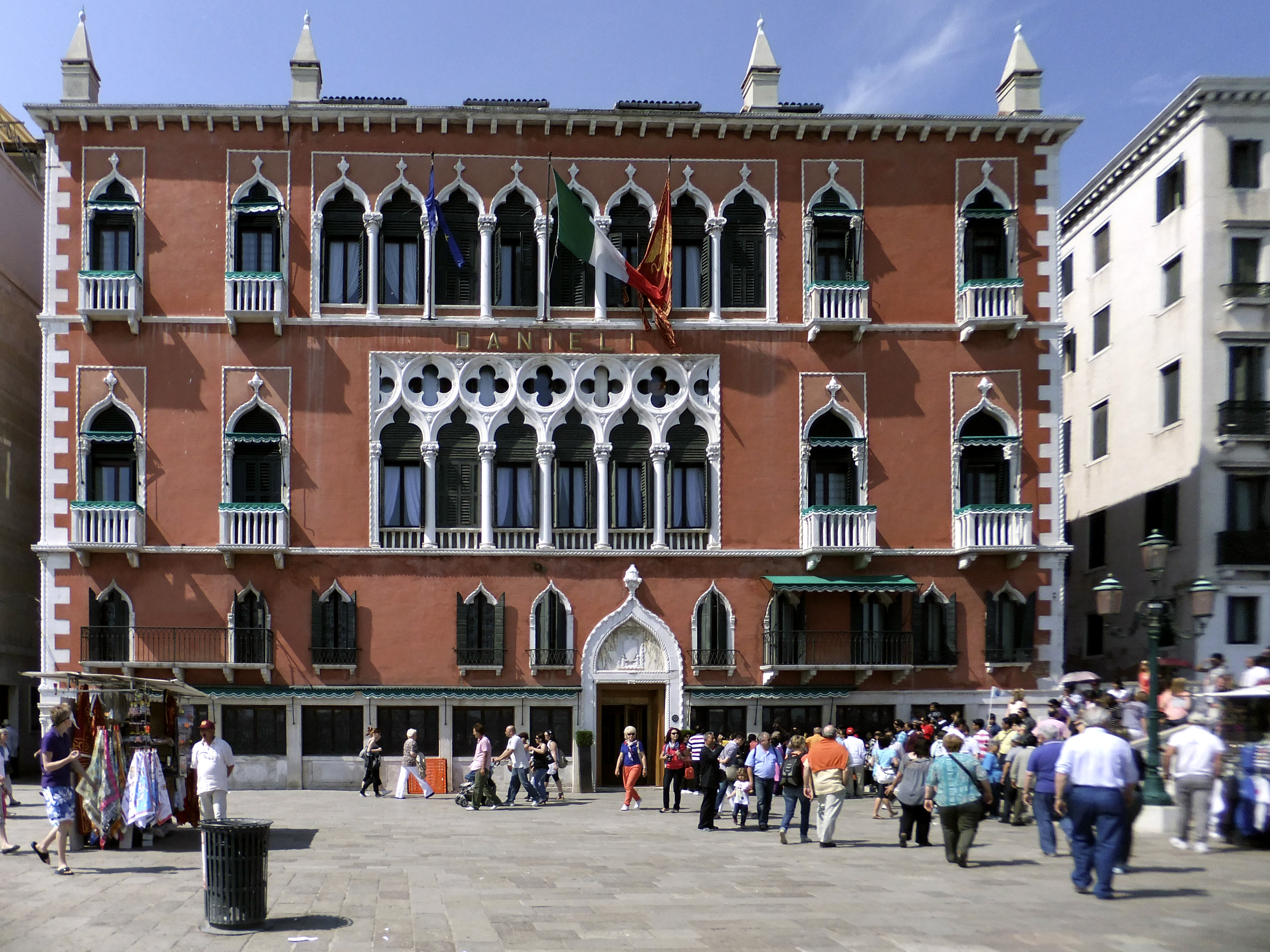
達涅利酒店
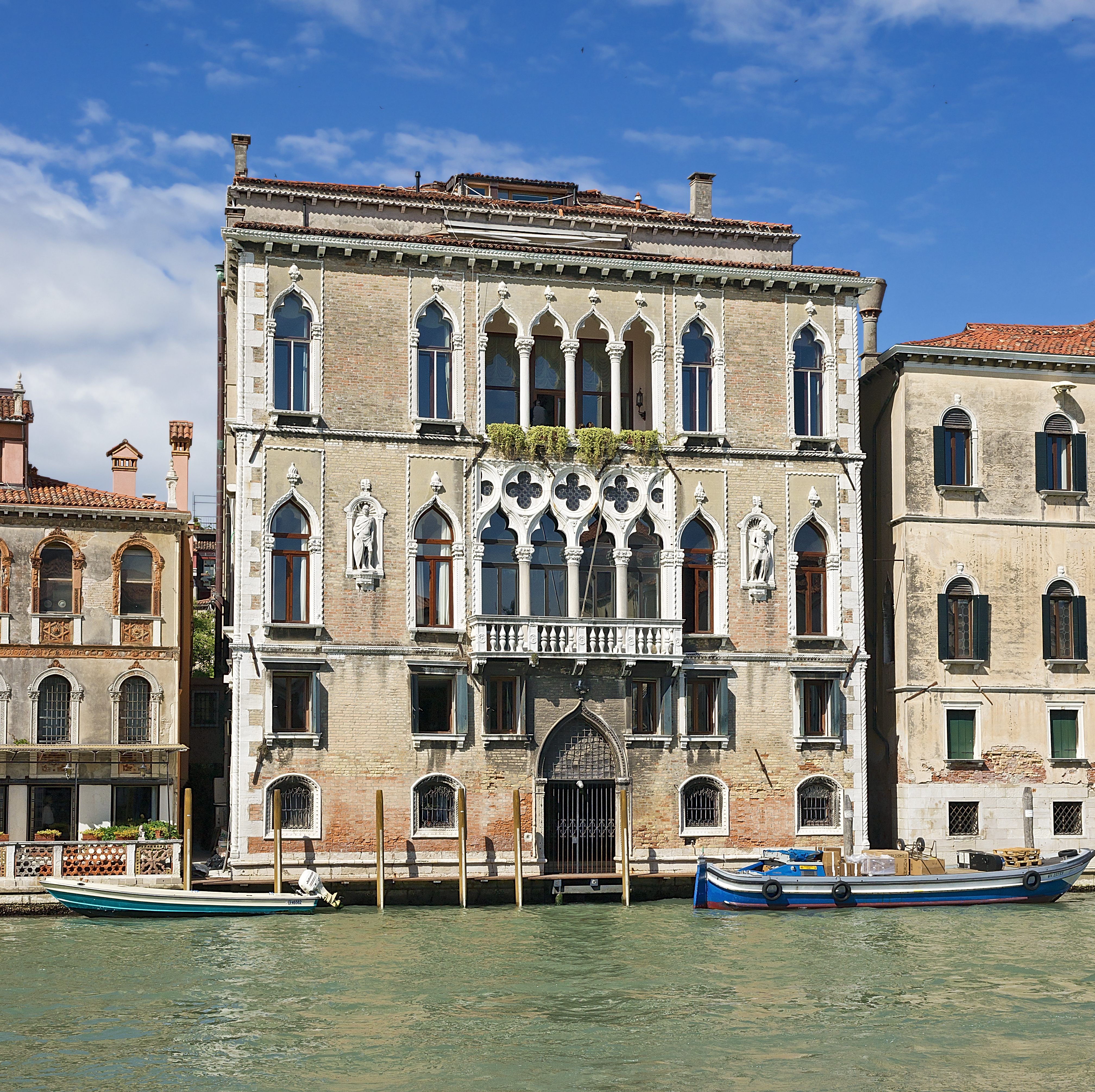
洛雷當大使館宮
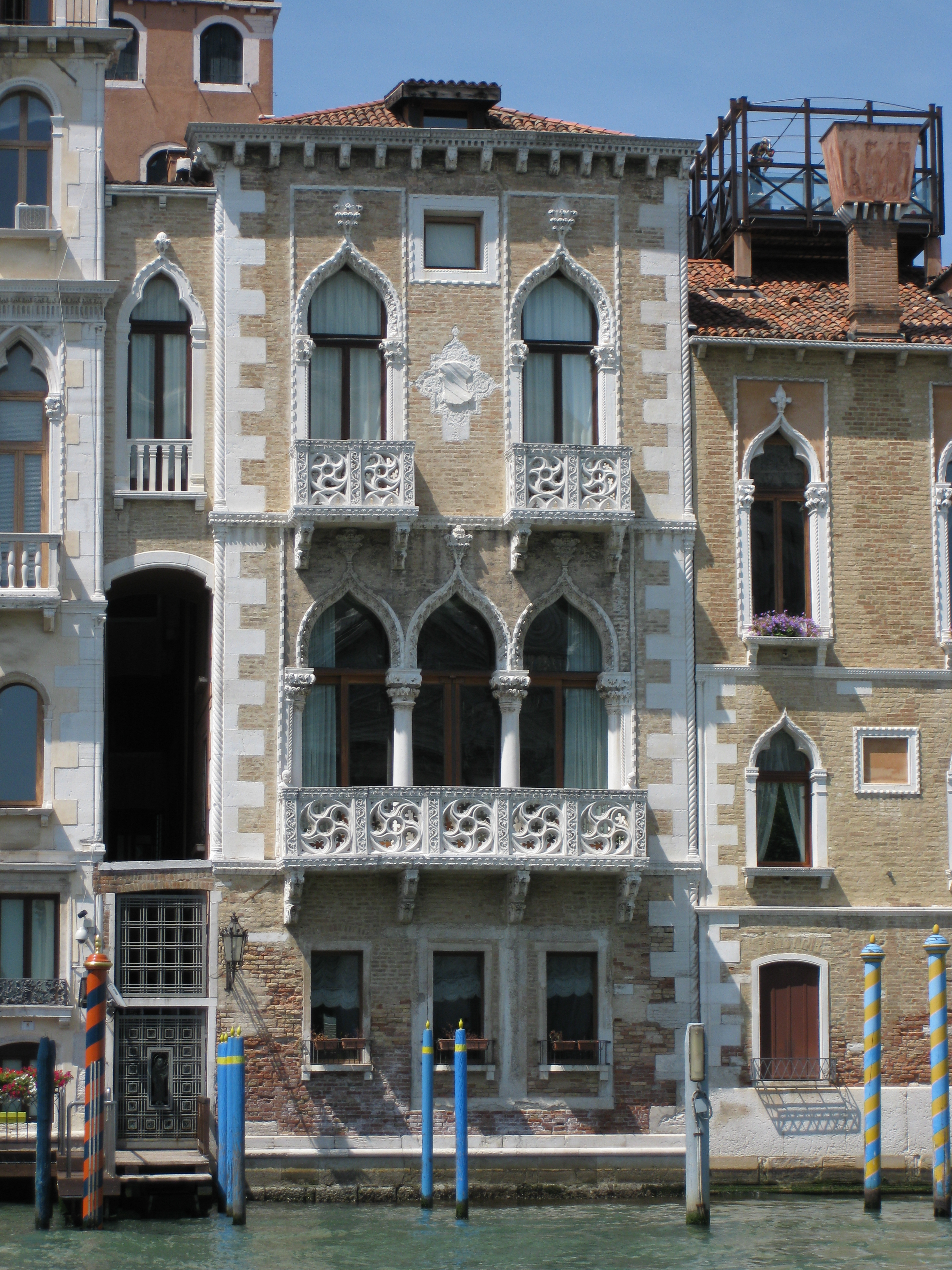
孔塔里尼法桑宮（英语：Palazzo Contarini Fasan）
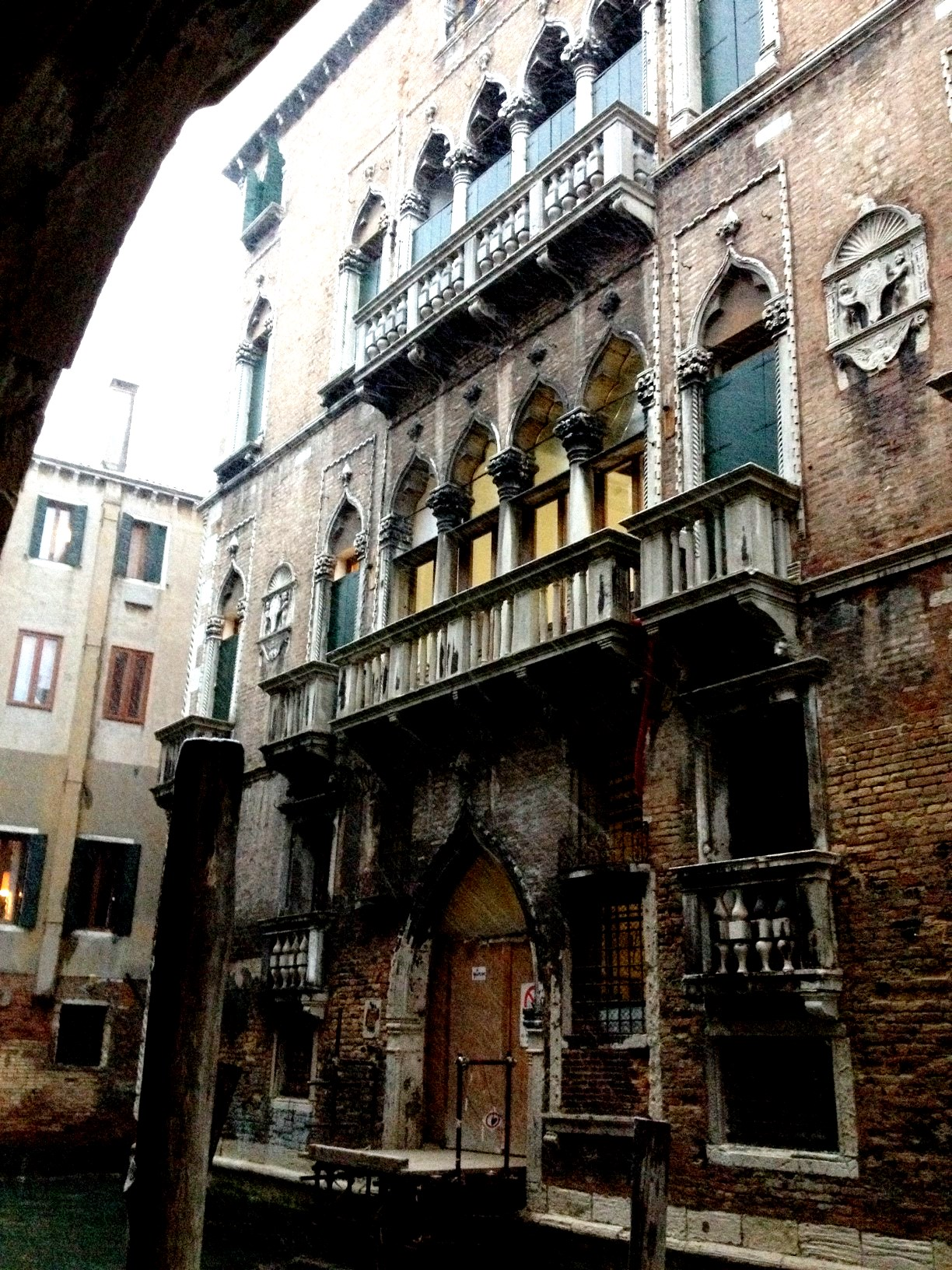
莫林宫
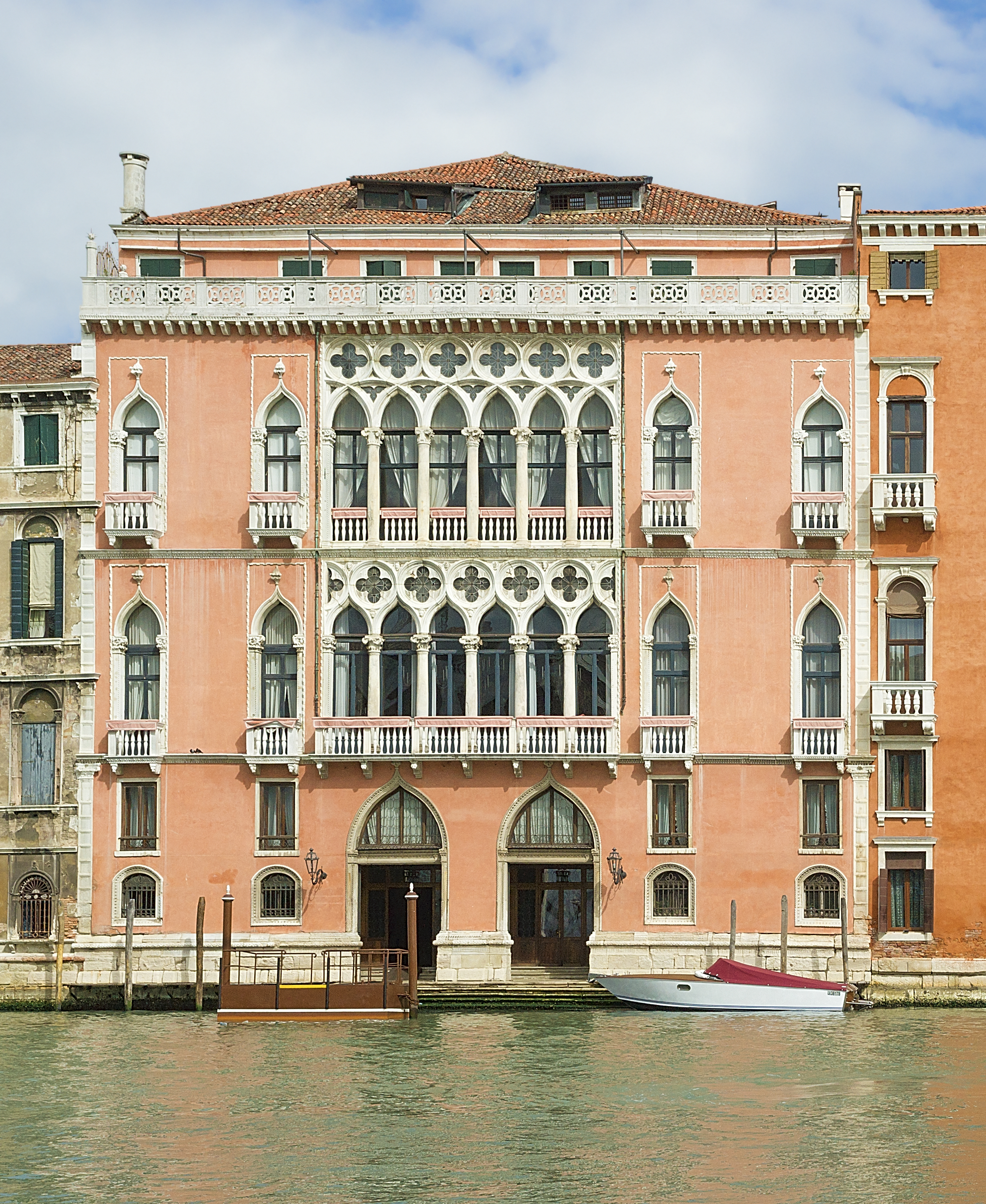
庇薩尼宮

## 復興
威尼斯哥德式建築於19世紀復興，主要是受到英國建築評論家拉斯金及其專著《威尼斯之石》的影響。由於威尼斯市區空間不足，大多數宮殿都採用高層（按照中世紀標準）、裝飾精美的外立面，但其部立面通常很樸素。同時設有充裕空間的庭院。因此在基本格局非常適合19世紀都市的要求。
在北美，這種風格由建築師查爾斯·阿莫斯·卡明斯、弗蘭克·弗內斯、諾曼·肖、威廉·羅伯特·韋爾、威拉德·西爾斯和弗雷德里克·威廉·史蒂文斯推廣。在澳洲，建築師威廉·皮特是威尼斯哥德式風格在當地的倡導者，而約瑟夫·里德也以嘗試這種風格而聞名。

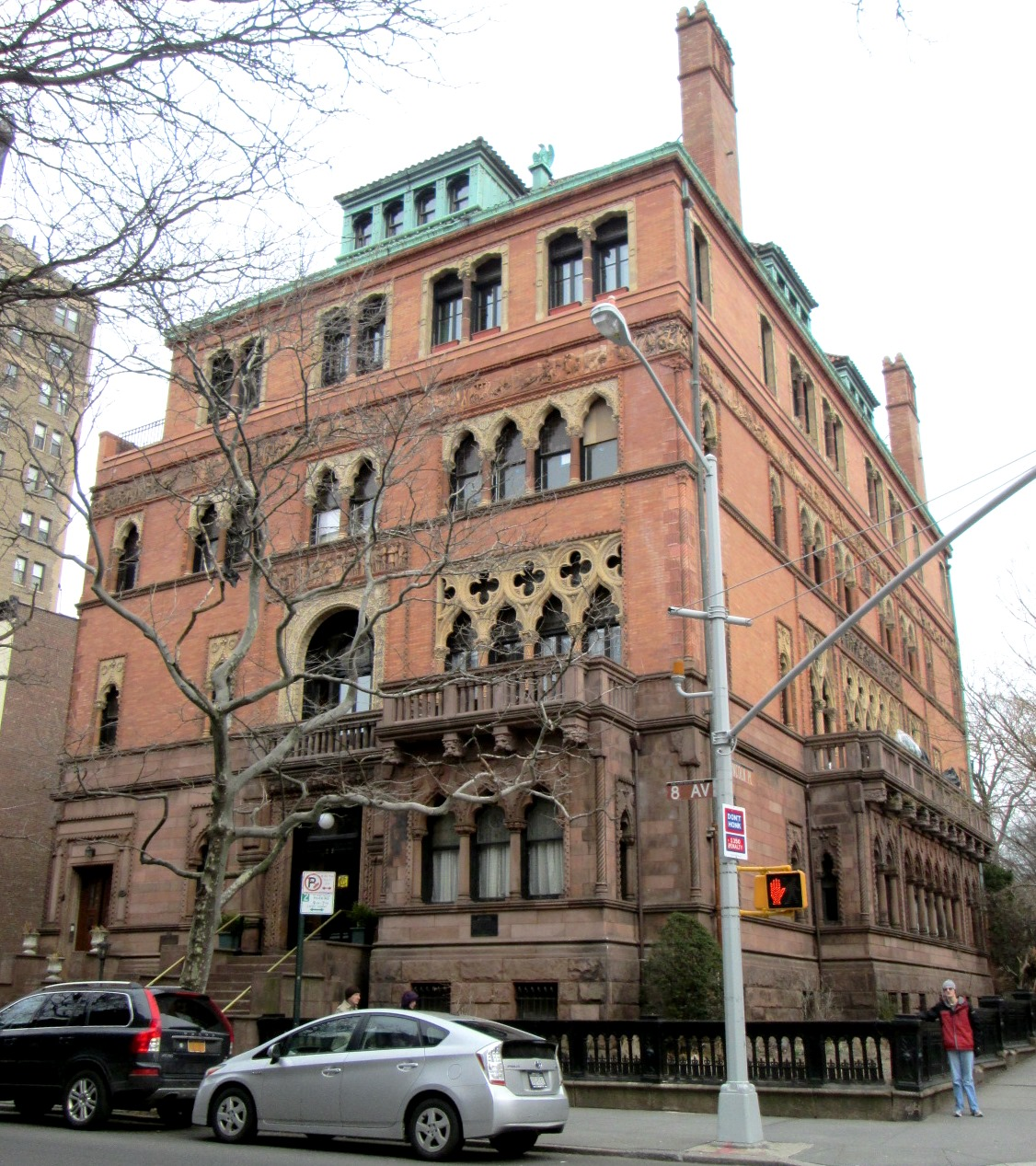
蒙托克俱乐部，紐約市（1878年）
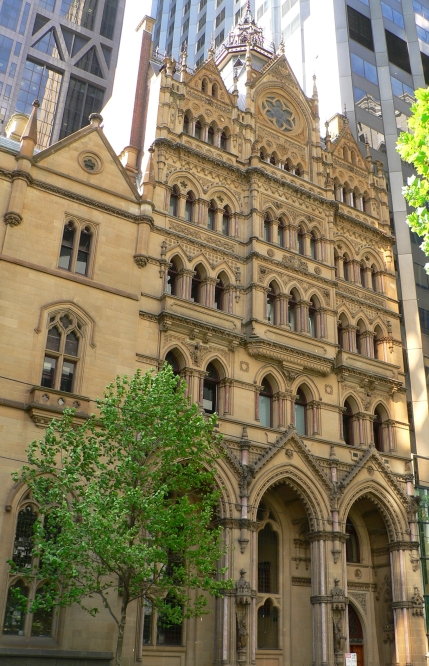
墨爾本柯林斯街的前證券交易所。
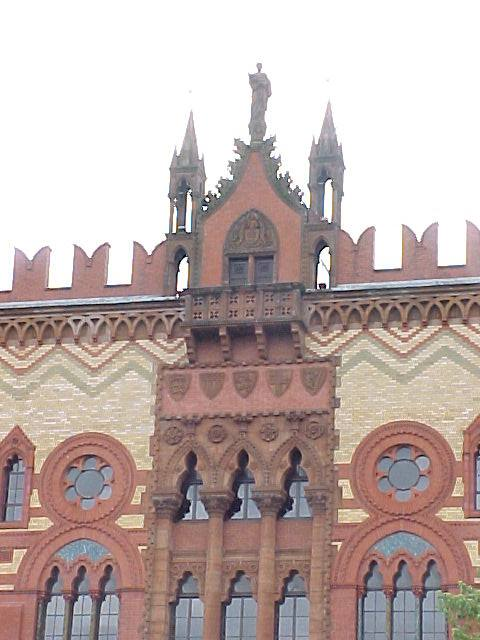
格拉斯哥一家前地毯廠的西立面。
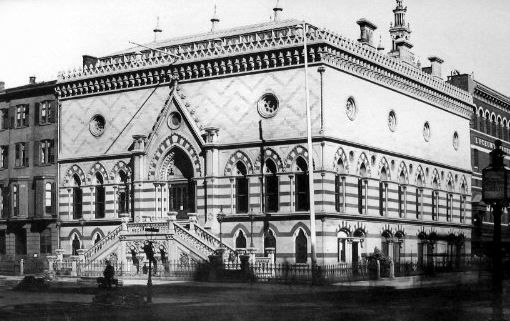
國家學院博物館和學校廳舍（1863–65年）
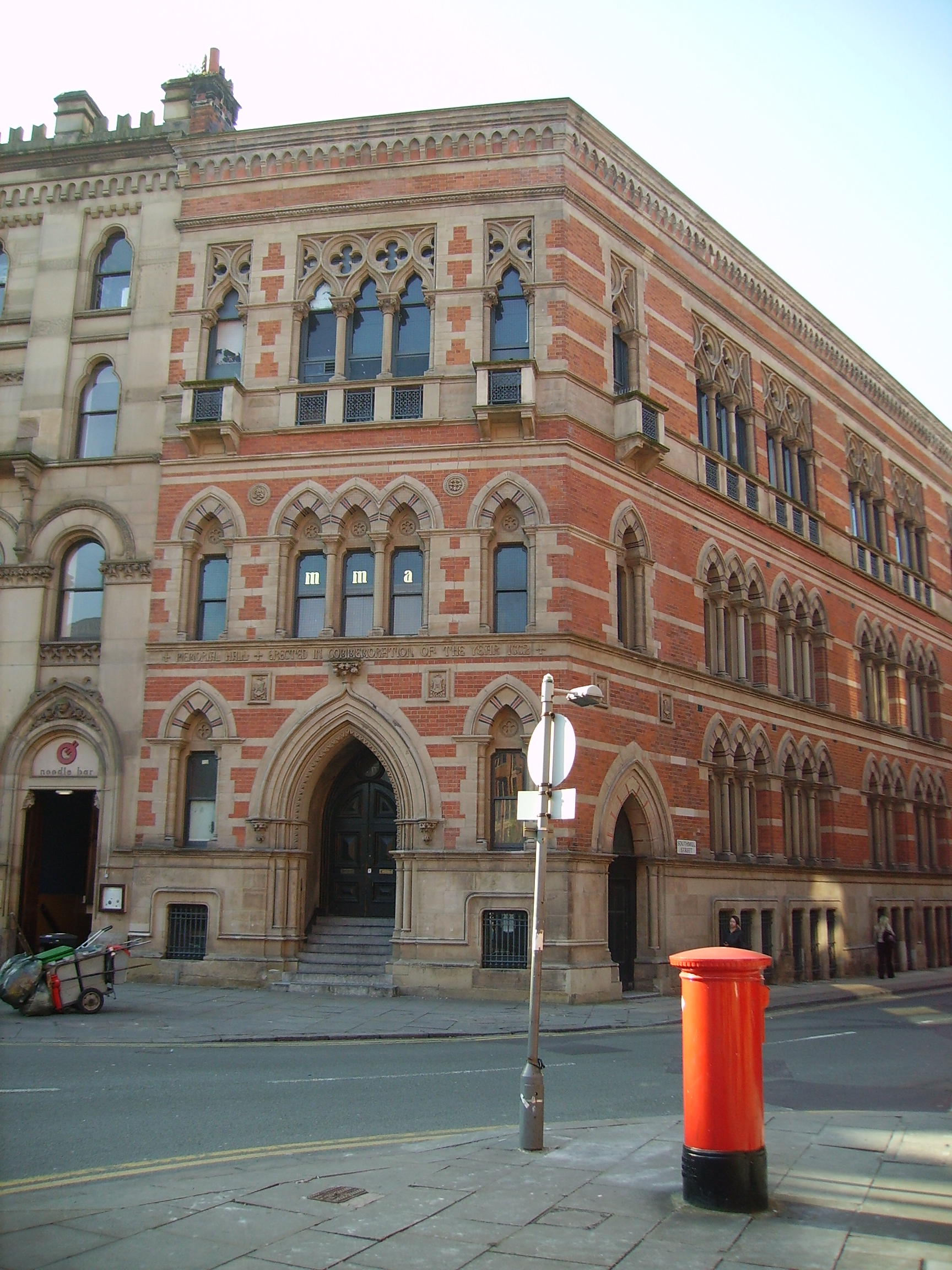
曼彻斯特纪念大厅 (1866年)
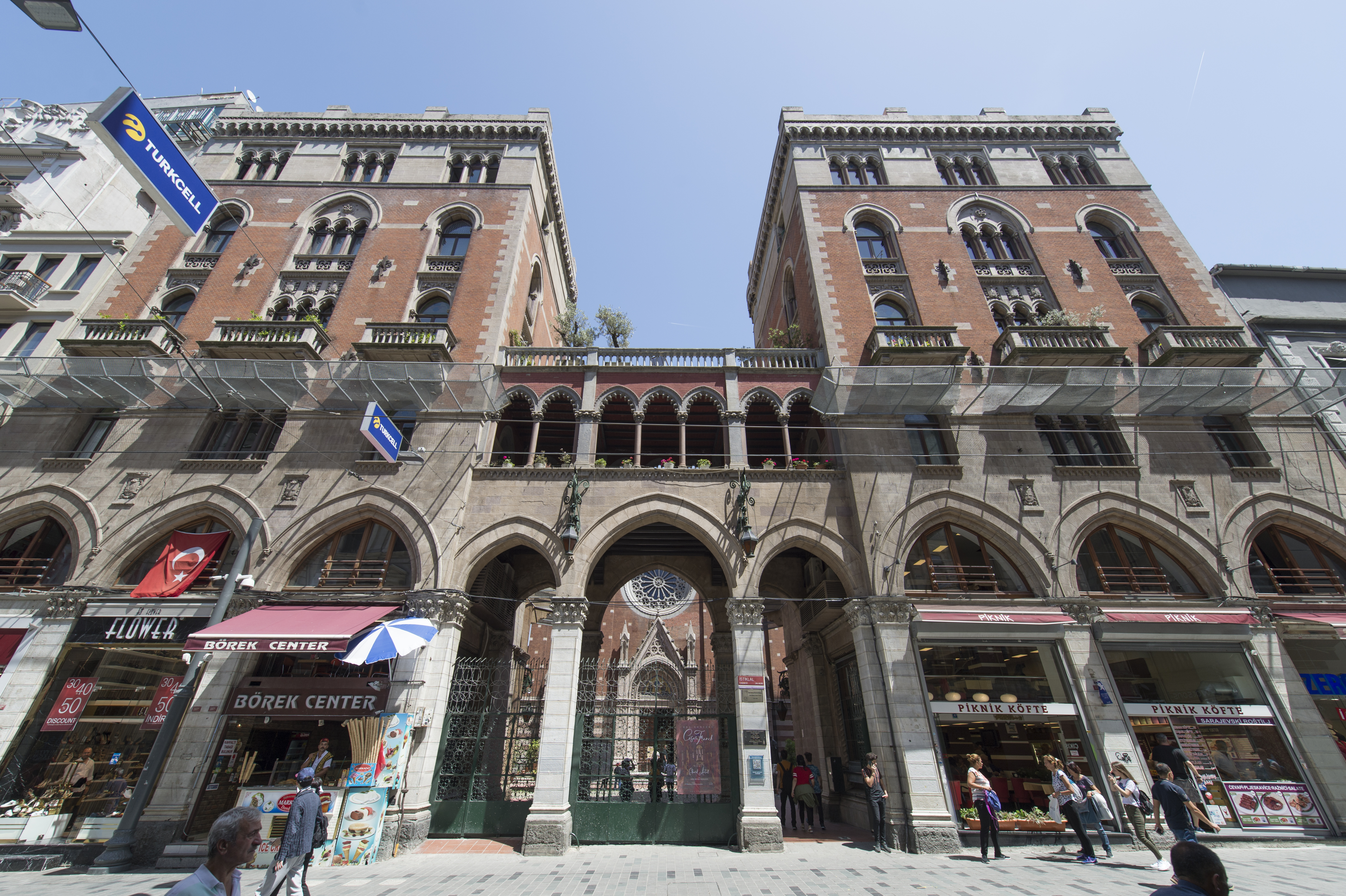
帕多瓦的聖安多尼聖殿、伊斯坦堡（1912年）
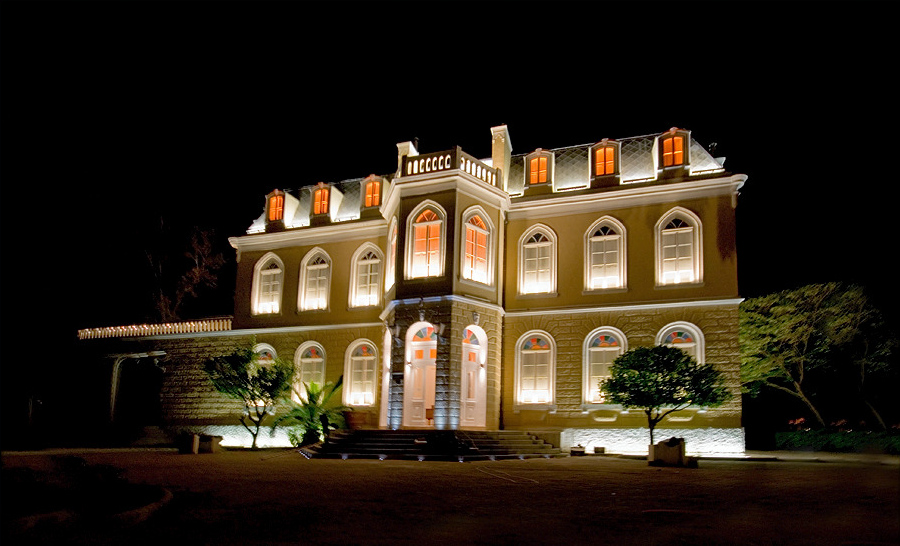
巴爾皇宮（英语：Bar Royal Palace）、蒙特內哥羅 (1885年)
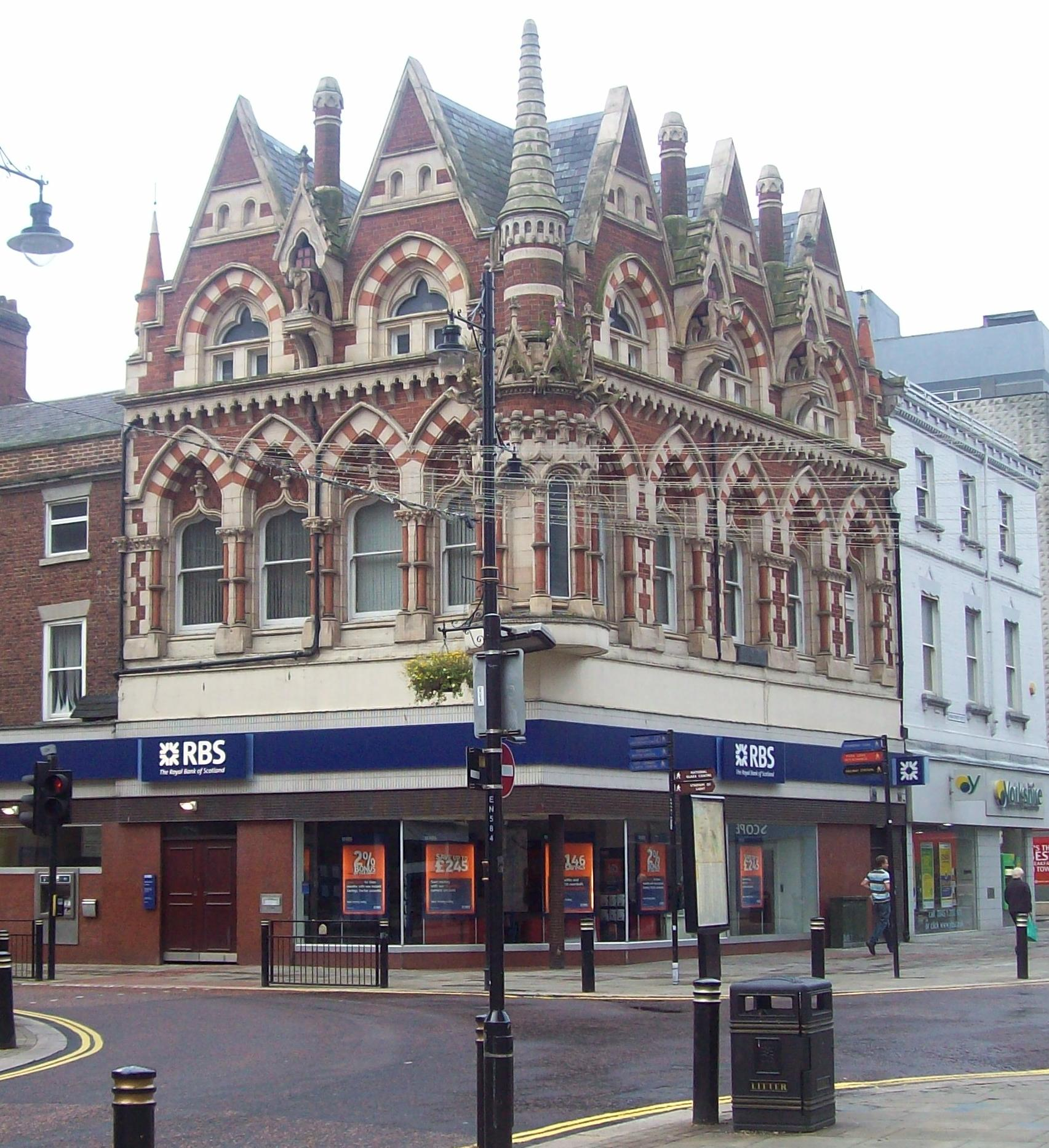
大象茶室、桑德兰（1872-77年）
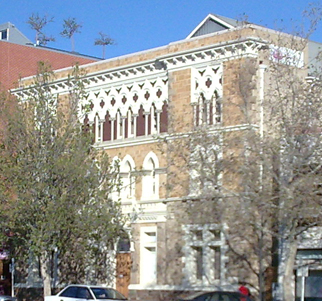
南澳州男童院（英语：Our Boys Institute）, 阿德萊德 (1896年)
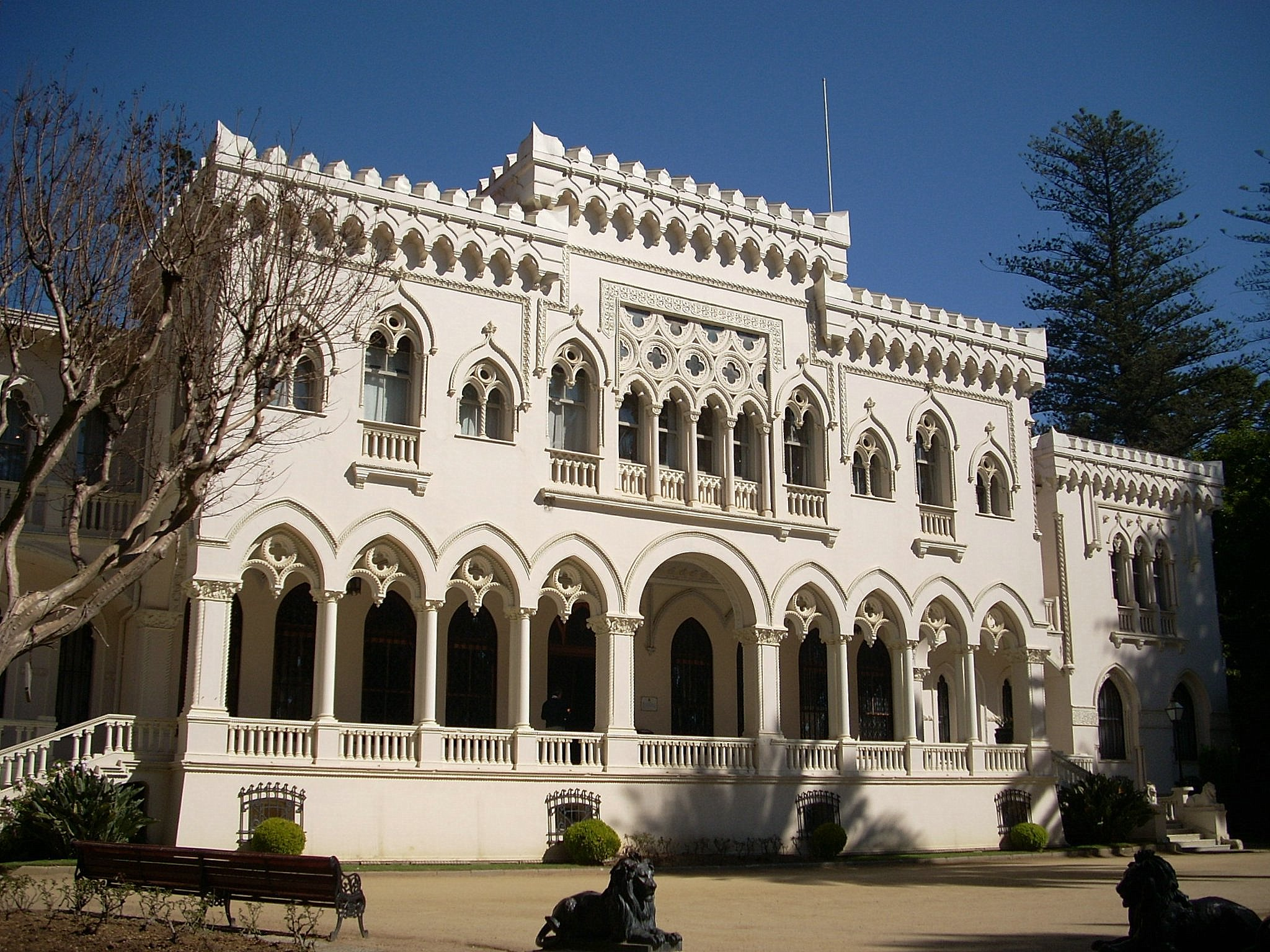
維加拉宮、比尼亚德尔马（1910年）
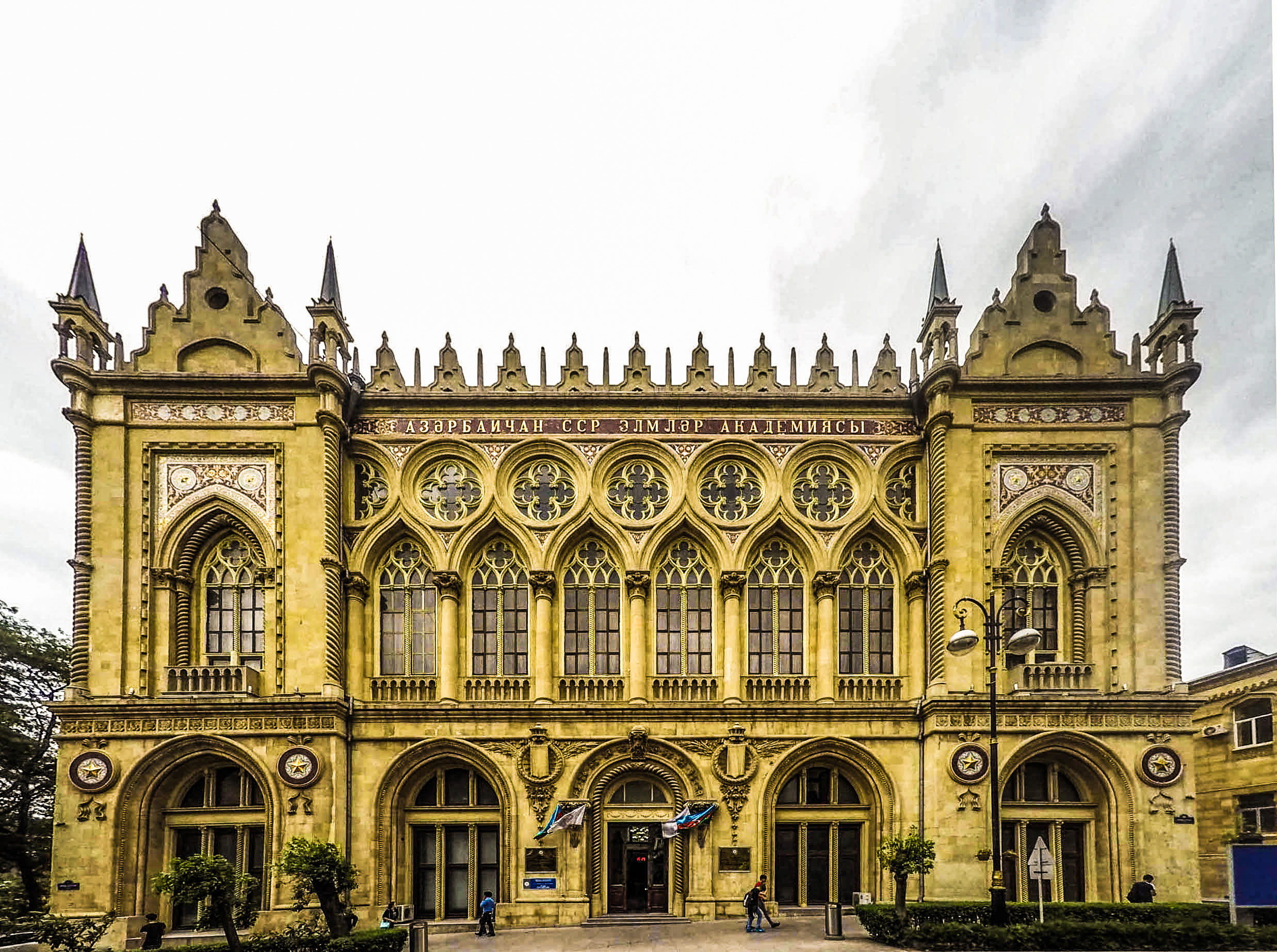
易司马仪宫、巴庫 (1908–13年)
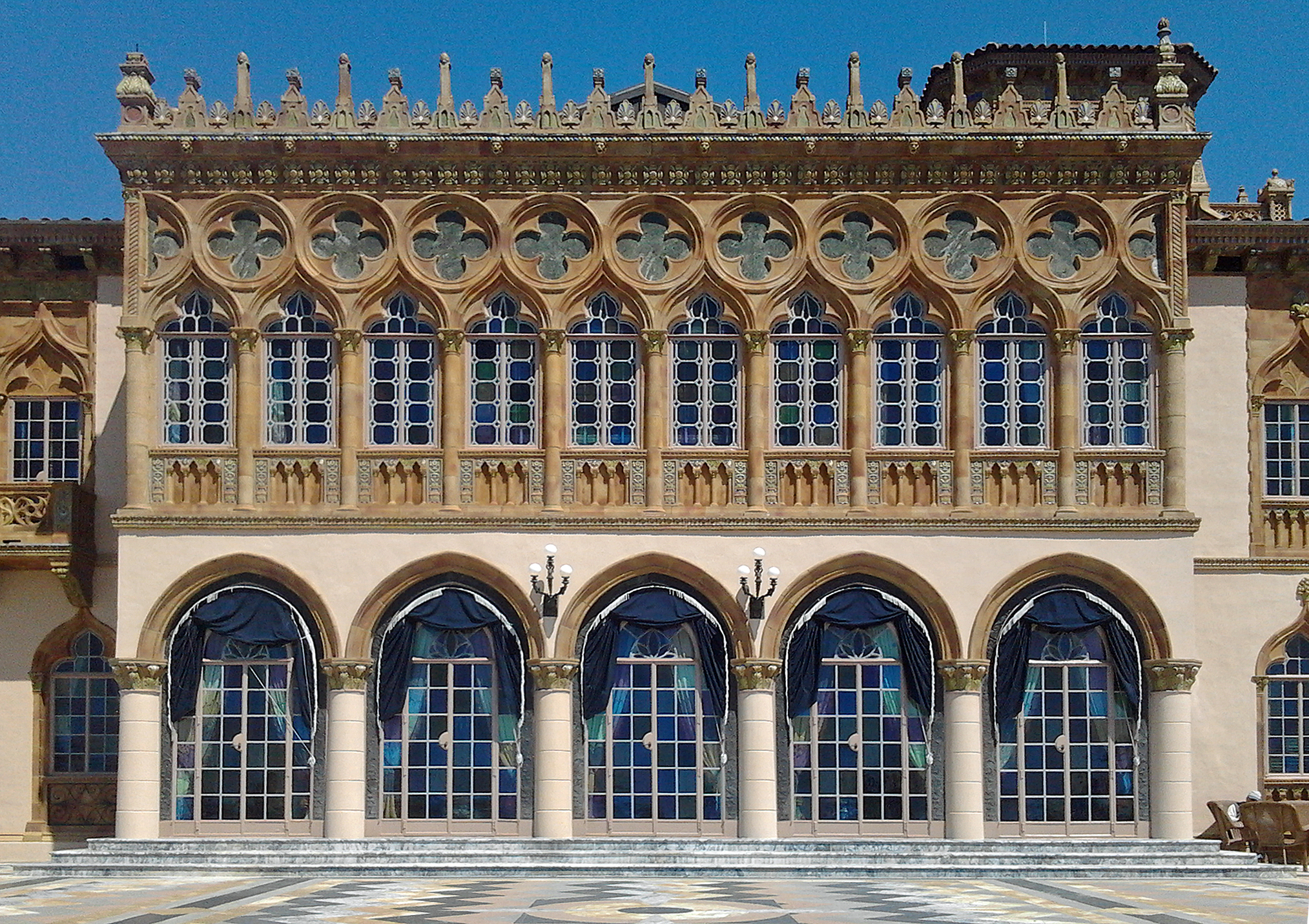
卡德贊住宅（英语：Cà d'Zan）、萨拉索塔 (1926年)
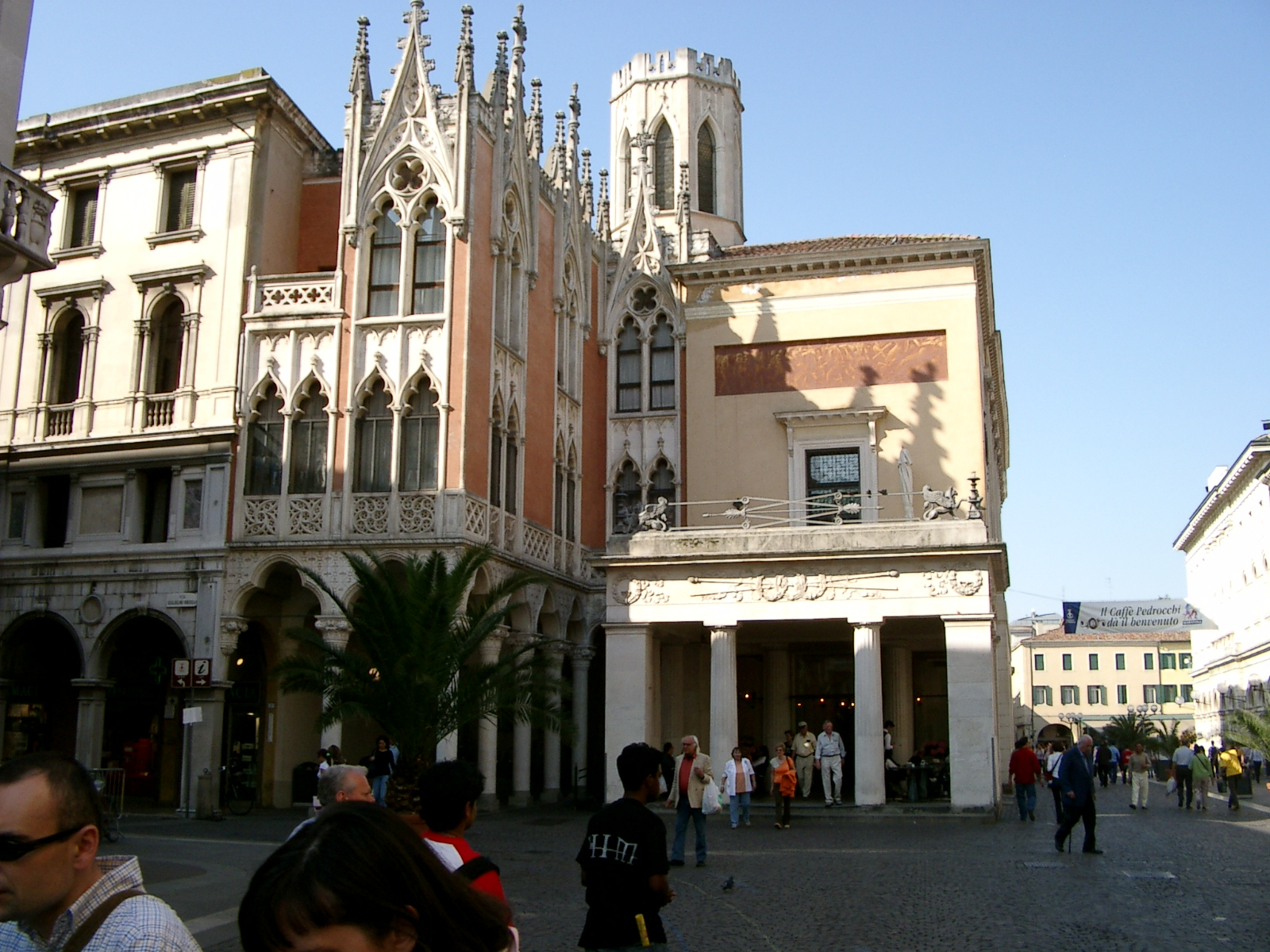
佩德罗基咖啡馆、帕多瓦 (1839年).
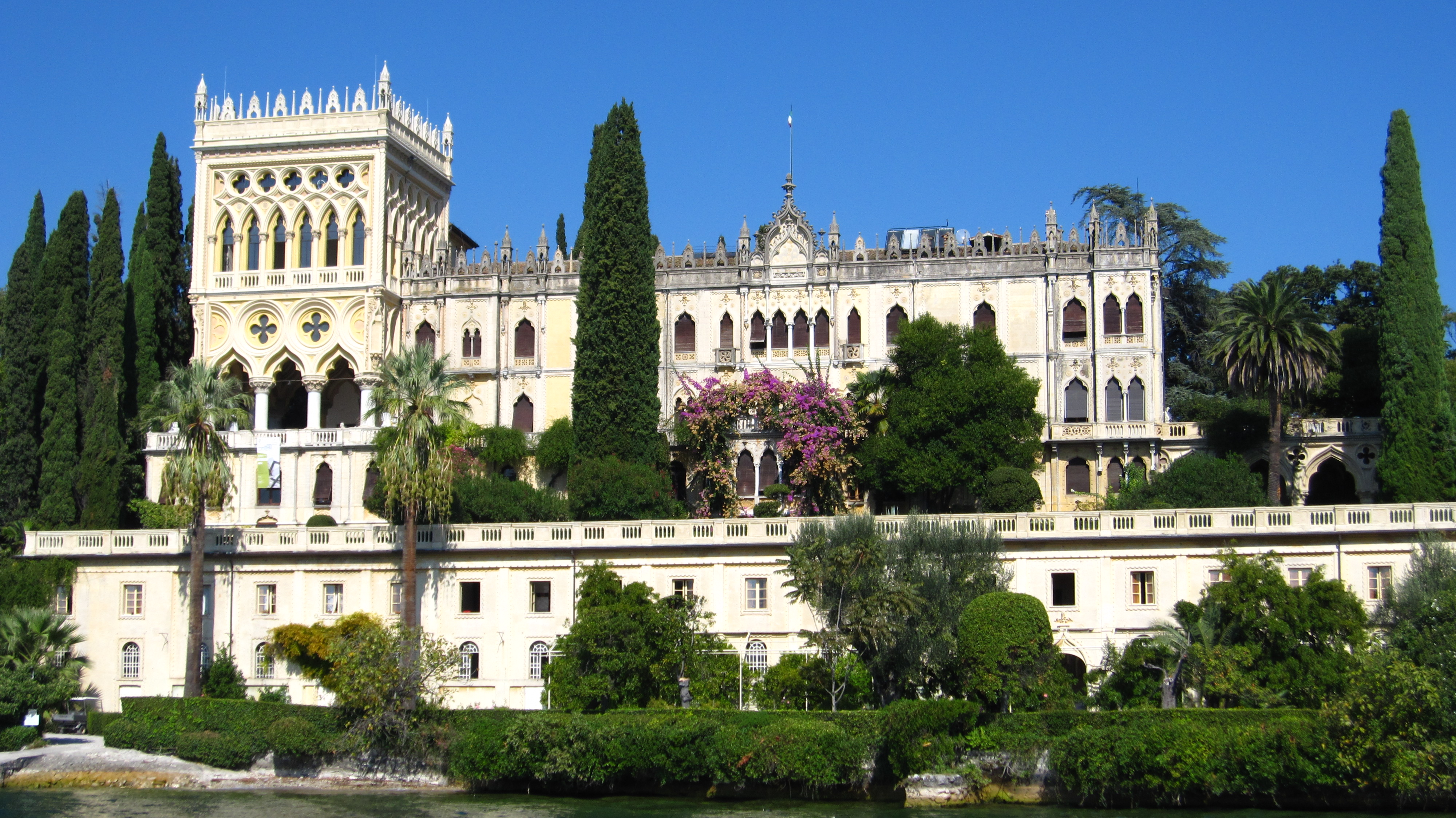
加爾達島（英语：Isola del Garda）、布雷西亞（1903年）
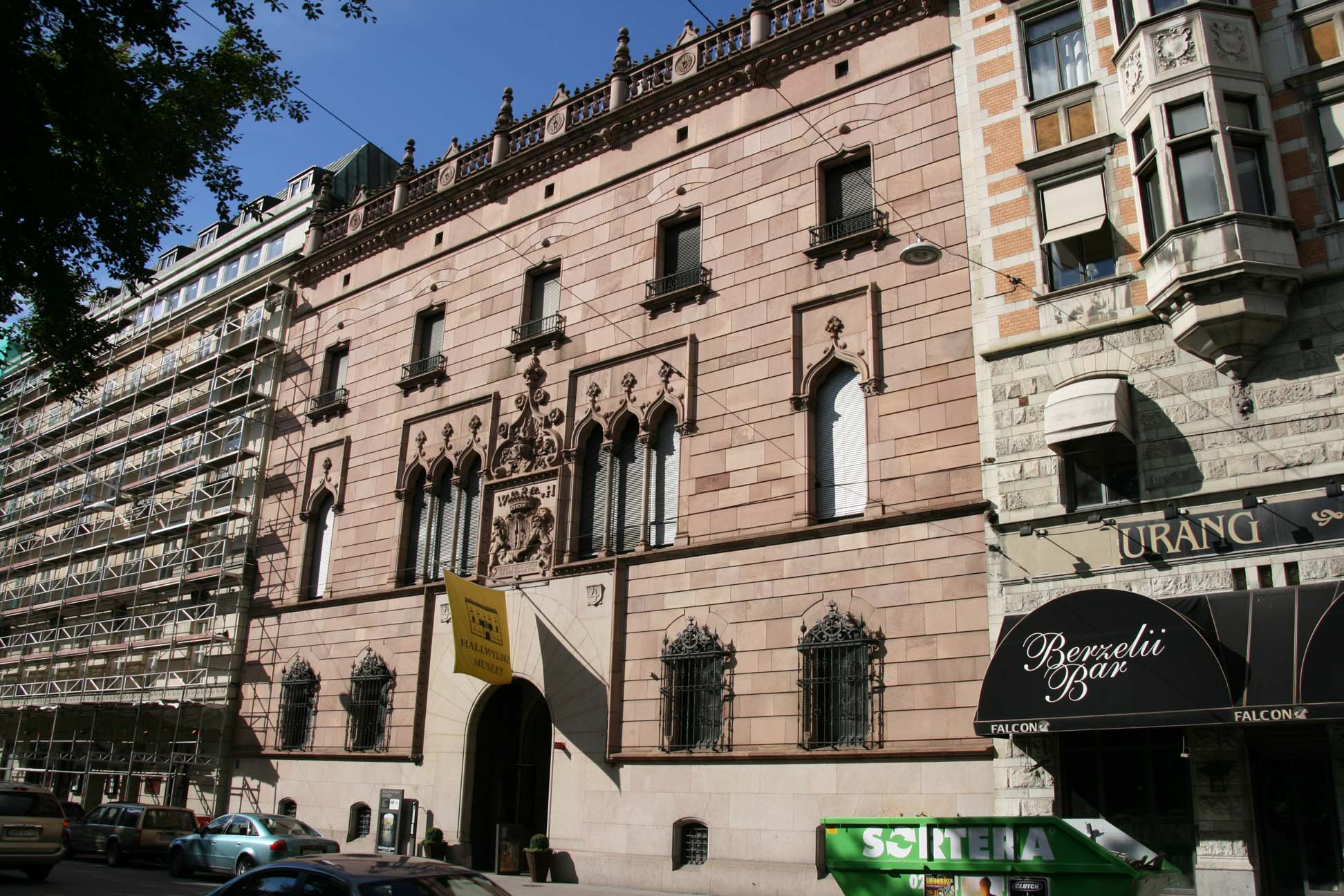
哈爾維博物館、斯德哥爾摩（1898年）

## 外部連結
- 维基共享资源上的相關多媒體資源：威尼斯哥德式建築
- The Stones of Venice (Introductions) at Project Gutenberg （页面存档备份，存于）